# Otto Schnellbacher
Otto Ole Schnellbacher (Sublette, 15 aprile 1923 – Topeka, 10 marzo 2008) è stato un giocatore di football americano e cestista statunitense, professionista nella AAFC, nella NFL e nella BAA.

## Palmarès
- Convocazioni al Pro Bowl: 2

1950, 1951
- Leader della NFL in intercetti: 1

1951